# Ель Шренка
Ель Шре́нка (лат. Pícea schrenkiána) — вид хвойных деревьев рода Ель (Picea) семейства Сосновые (Pinaceae).
Естественная область распространения находится в центральной Азии в горах Тянь-Шаня, простираясь на территории Синьцзян-Уйгурского автономного района в западном Китае, Казахстана, Кыргызстана и северного Таджикистана. Дерево произрастает на высотах 1300—3600 метров над уровнем моря, образуя леса, иногда смешанные с разновидностью Пихты сибирской (Abies sibirica var. semenovii).
Популяции на юго-западе ареала, начиная от Алма-Аты, выделяют в отдельный подвид Picea schrenkiana subsp. tianschanica — Ель тянь-шанская.

## Ботаническое описание
Деревья достигают 60 метров в высоту. Диаметр ствола до 2 метров. Кора коричневого цвета, шелушащаяся. Крона цилиндрической или узко пирамидальной формы.
Иглы хвои расположены радиально, направлены вперёд, прямые или слегка изогнутые, в поперечном сечении ромбические.
Шишки зелёного или фиолетового цвета, цилиндрической формы, длиной от 6 до 11 см, в диаметре 2,5—3,5 см. Созревают в сентябре-октябре.

## Хозяйственное значение и применение
В Средней Азии является ценным источником древесины. Ель Шренка образует леса с запасом древесины до 2500 м³/га, однако основное значение горных еловых лесов — почвозащитное.
Древесина используется в строительстве, для изготовления столбов, служит сырьём для производства бумаги. 
Кора может служить источником дубильных веществ.
Культивируется как декоративное растение для озеленения парков.

## Таксономия
Синонимы
- Abies schrenkiana (Fisch. & C.A.Mey.) Lindl. & Gordon
- Picea orientalis var. longifolia Ledeb.
- Pinus orientalis var. longifolia (Ledeb.) Ledeb.
- Picea obovata var. schrenkiana (Fisch. & C.A.Mey.) Carrière
- Picea robertii Vipper
- Pinus schrenkiana (Fisch. & C.A.Mey.) Antoine

Подвиды
- Picea schrenkiana subsp. schrenkiana
- Picea schrenkiana subsp. tianschanica [syn.  Picea tianschanica Rupr.]